# 크베모카르틀리주
크베모카르틀리(남카르틀리, 조지아어: ქვემო ქართლი)는 조지아의 동남부에 있는 역사적인 지방으로 오늘날의 주인 행정 지역이다. 루스타비시가 그 주의 수도이다. 인구는 조지아인(51,3%) , 아제리인(41,8%) 그리고 그들 사이의 혼혈이다. 현재 주지사는 다비트 키르키타제이다.